# Majavabeek
Majavabeek  (Zweeds – Fins: Majavaoja) is een beek, die stroomt in de Zweedse  gemeente Pajala. De beek ontvangt haar water uit een tweetal moerasachtige valleien en stroomt naar het oosten. Ze levert haar water in bij de Noordelijke Kihlankirivier. Ze is circa drie kilometer lang.
Afwatering: Majavabeek → Noordelijke Kihlankirivier → Muonio → Torne → Botnische Golf